# Giacomo Facchinetti
Giacomo Facchinetti (Curio, 1897 – Perù, 1932) è stato un esploratore italiano naturalizzato svizzero.

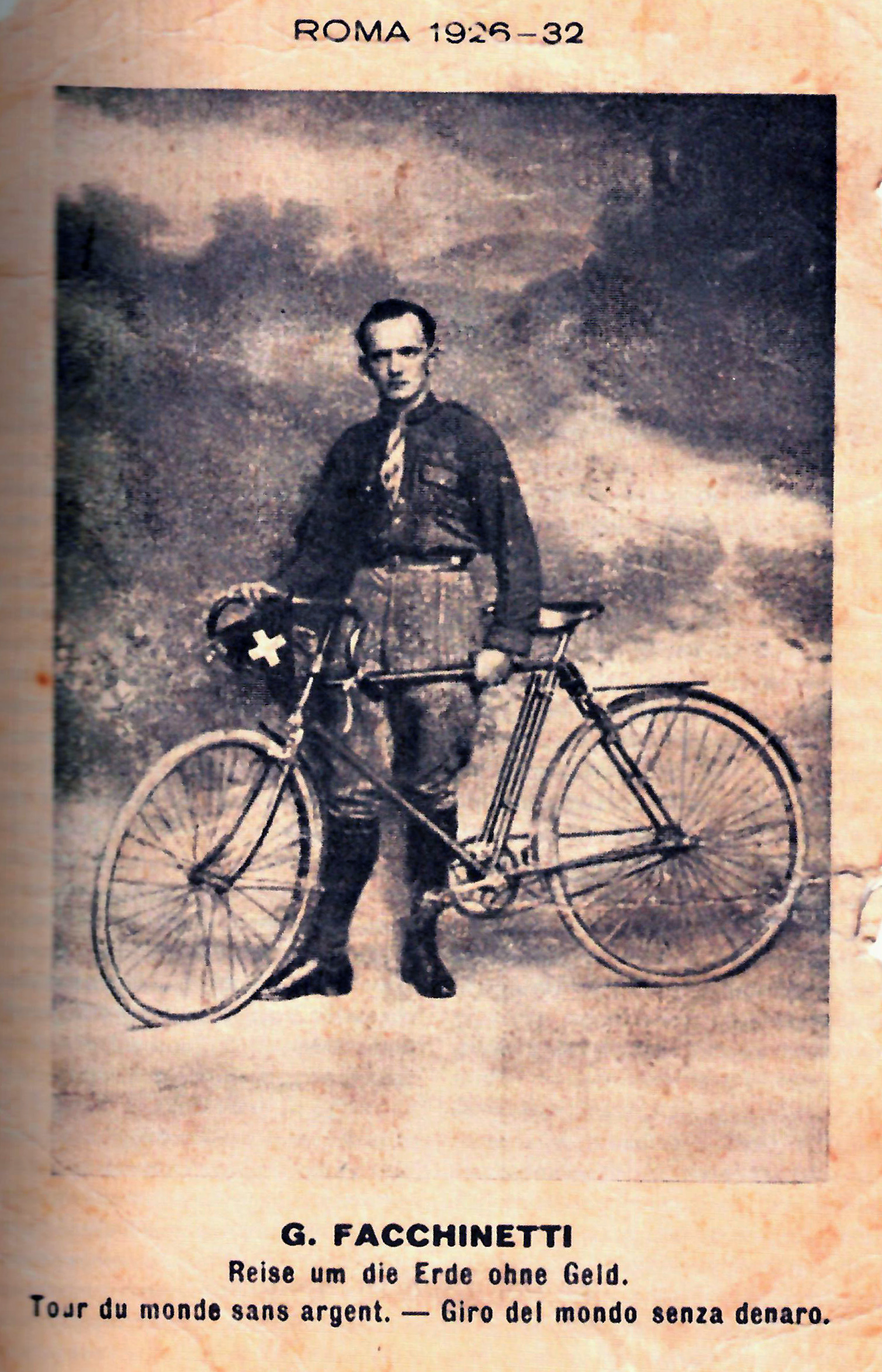
La cartolina che veniva utilizzata da Giacomo Facchinetti per raccogliere offerte e aiuti che gli permettessero di sostenersi durante il viaggio.

È conosciuto per un tentativo (parzialmente fallito) di giro del mondo, in bicicletta e senza denaro.

## Biografia
Nato a Curio (Malcantone) nel Canton Ticino nel 1897. Primo di cinque figli, proveniente da una famiglia di burattinai originaria della cittadina bergamasca di Telgate. Dopo un'infanzia passata in Ticino, e di ritorno dal fronte della Grande Guerra, si sposta con il padre Giovanni e la Madre Matilde Selmoni a Berna per svolgere la professione di imbianchino.

### Il giro del mondo
Giacomo Facchinetti partì da Roma il 21 settembre 1926. Desiderava compiere il giro del mondo in sei anni per vincere un non meglio precisato premio messo in palio dalla Società Geologica dello Stato di New York. Si sosteneva vendendo cartoline e svolgendo lavoretti saltuari. Il viaggio fu molto avventuroso e ricco di difficoltà: ruppe la bicicletta in Belgio e decise di proseguire comunque il viaggio a piedi.  Dopo aver attraversato l'Europa e l'Africa sbarcherà in Argentina. Durante la risalita verso il Nord America morirà in Perù, nel 1932.
Secondo i racconti riportati nei diari, in Africa contrasse la malaria, venne assalito da banditi e dovette affrontare assalti di belve feroci. Percorse in totale, con mezzi diversi, oltre 30'000 km. Le varie tappe del viaggio furono documentate attraverso fotografie, diari e timbri su dei libri di controllo che sono stati oggetto di studio da parte di uno dei pronipoti, il Prof. Silvio Giamboni.

### La morte
Giacomo Facchinetti morì nell'aprile del 1932, aveva soltanto 35 anni. Per molto tempo i contorni di questa morte non furono chiari, e si fecero molte speculazioni sulla morte, si pensava che fosse stato vittima di briganti che non volevano permettergli di concludere il giro del mondo e ritirare così il premio messo in palio. Documenti diplomatici ritrovati negli ultimi anni indicano chiaramente che si trattò di un incidente sopraggiunto nella regione montuosa del distretto di Limbani sulle Ande.

## Tappe del viaggio
Le principali tappe del viaggio furono:
- 30 settembre 1926 - Partenza da Roma
- 9 novembre 1926 - Lussemburgo
- 20 novembre 1926 - Anversa
- 20 gennaio 1927 - Carcasson
- 9 febbraio 1927 - Barcellona
- 26 febbraio 1927 - Valencia
- 29 luglio 1927 - Tripoli
- 17 dicembre 1927 - Suez
- 26 febbraio 1928 - Mogadiscio
- 29 gennaio 1939 - Cape Town
- 15 marzo 1930 - Buenos Aires
- 29 marzo 1932 - Juliaca (Perù)
- 16 aprile 1932 - Distretto di Limbani (Perù)